# Municipio de Long Lake (condado de Crow Wing)
El municipio de Long Lake (en inglés: Long Lake Township) es un municipio ubicado en el condado de Crow Wing en el estado estadounidense de Minnesota. En el año 2010 tenía una población de 1036 habitantes y una densidad poblacional de 11,05 personas por km².

## Geografía
El municipio de Long Lake se encuentra ubicado en las coordenadas 46°16′46″N 94°7′40″O / 46.27944, -94.12778. Según la Oficina del Censo de los Estados Unidos, el municipio tiene una superficie total de 93.73 km², de la cual 87,89 km² corresponden a tierra firme y (6,23 %) 5,84 km² es agua.

## Demografía
Según el censo de 2010, había 1036 personas residiendo en el municipio de Long Lake. La densidad de población era de 11,05 hab./km². De los 1036 habitantes, el municipio de Long Lake estaba compuesto por el 98,07 % blancos, el 0,29 % eran afroamericanos, el 0,48 % eran amerindios, el 0,29 % eran asiáticos, el 0,1 % eran de otras razas y el 0,77 % eran de una mezcla de razas. Del total de la población el 0,48 % eran hispanos o latinos de cualquier raza.